# Dandie Dinmont Terrier
Dandie Dinmont Terrier face marte din marea familie a câinilor Terrier, chiar dacă imaginea etalată de corpul lung, musculos, sprijinit pe picioare scurte îl aseamănă mai mult câinilor Daschund/Teckel. Este, probabil, cea mai veche rasă de terrieri și s-a dezvoltat inițial în zona de graniță dintre Scoția și Anglia.

### Origine
Marea Britanie

### Înălțime
20–28 cm

### Greutate
8–11 kg

### Speranța de viață
12-15 ani

### Grupa
Toy

### Istoric rasă
Acest câine de talie mică a fost folosit în Scoția la vânătoarea de rozătoare și de animale de vizuină, cum ar fi vulpile, nevăstuicile, viezurii, vidrele și iepurii. Excelând la capitole precum viteză (în ciuda picioarelor scurte), agilitate, rezistență și curaj, era folosit deseori de braconieri și diferite populații semi-nomade (țigani) pentru a vâna ilegal pe marile moșii. Un exemplu interesant este cel al Ducelui de Buccleuch care a dezvoltat o linie importantă de câini de rasă Dandie Dinmont Terrier pornind de la un exemplar prins în capcană pe moșia sa, în anul 1839. Primul club dedicat rasei a luat ființă în anul 1875, în Selkirt, Scoția. Este al doilea club dedicat unei rase de câini (ca vechime) după Bulldog Club Incorporated care s-a înființat în anul 1873. Numele rasei este luat de la un personaj din romanul Guy Mannering de Sir Walter Scott (publicat în anul 1815), Dandie Dinmont Terrier fiind singura rasă de câini din lume care poartă numele unui personaj literar fictiv. La început, numele său era Piper & Mustar Terrier, după culorile de bază etalate.

### Descriere fizică

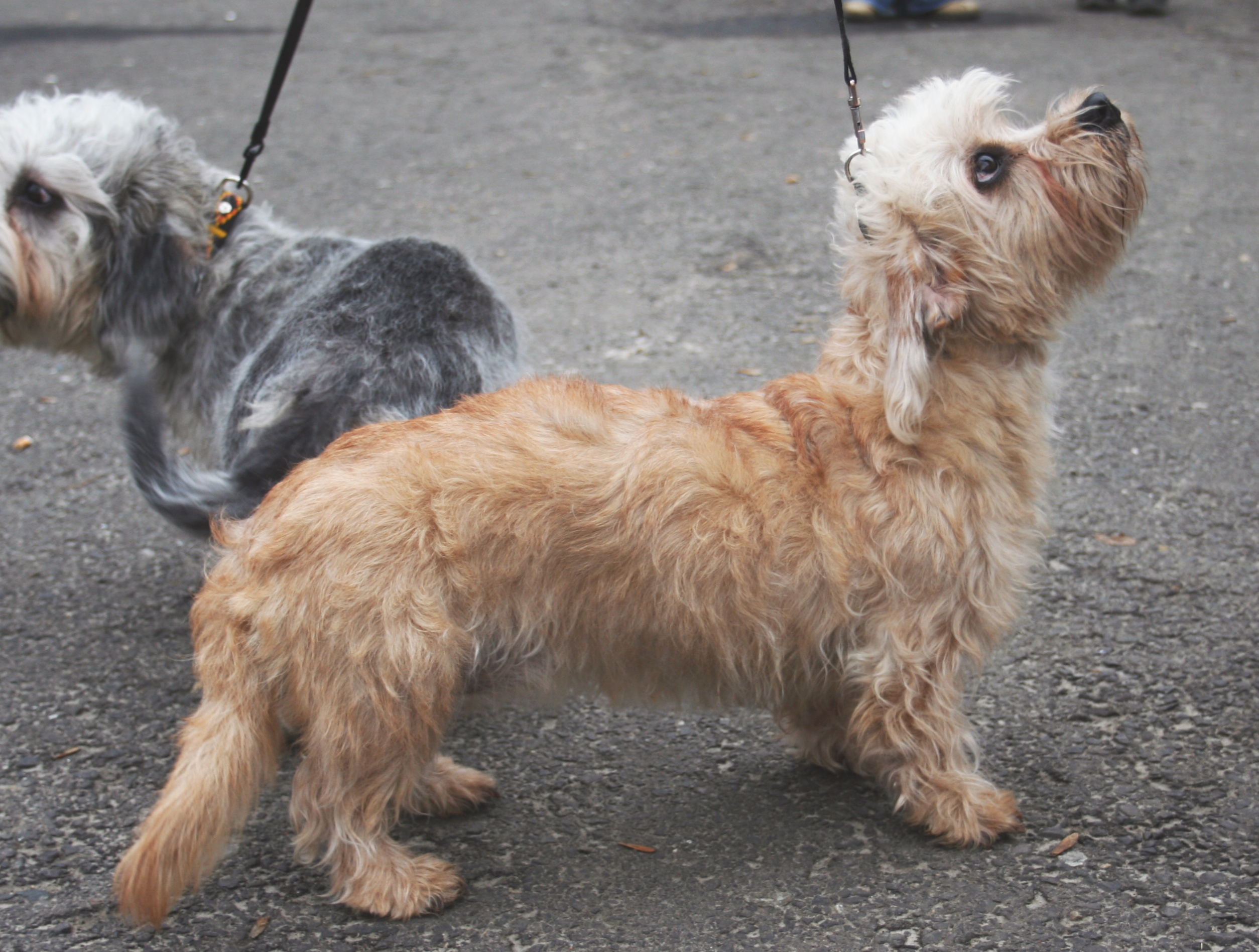
Un Dandie de culoarea piperului (stânga), şi unul de culoare muştarului (dreapta)

Etalează un corp alungit, musculos, bine echilibrat și foarte flexibil. Capul este lat la bază și se îngustează spre vârf. Ochii mari, rotunzi, sunt plasați distanțat. Urechile mari, bine acoperite de păr sunt purtate atârnat, pe lateralele capului. În creștet are un "moț" caracteristic, format din fire de păr mai lungi care dau o formă aparte craniului. Gâtul este scurt și puternic, iar pieptul este larg, în carenă, curbat. Coada, bine acoperită de păr la rândul ei, este de lungime medie, puternică și de forma unui iatagan, purtată sub linia spatelui, dar ridicată în alertă. Blana este dispusă pe două straturi, cel inferior format dintr-un puf dens, bun izolator, iar stratul superior ceva mai puțin obișnuit, cu fire de o consistență aspră pe spate și mătăsoase pe flancuri. Culorile de bază sunt "piper" (variații cromatice de la negru-brun la gri-argintiu) și "muștar" (de la maro-roșcat la bej palid).

### Personalitate
Amuzant, tandru și foarte atașat de stăpân, așa poate fi caracterizat, în linii mari, un câine din rasa Dandie Dinmont Terrier. Una din poreclele ce-i sunt atribuite este "Gentleman Terrier", asta pentru că este apreciat ca cel mai calm și mai echilibrat dintre câinii terrier. Foarte curios, vigilent, mereu aflat în preajma stăpânului și implicat pe cât posibil în activitatea acestuia. Se înțelege bine cu copiii și poate fi socializat cu alte animale de casă, dar este de preferat să nu fie crescuți împreună doi câini masculi din aceeași rasă, pentru că se pot încăiera în prezența unei femele aflate în estru.

### Îngrijire și sensibilitate boli
Este puțin pretențios, se adaptează repede la condiții mai puțin sofisticate. Nu mănâncă prea mult și nu va fi în pericol să devină supraponderal. Blana nu trebuie pieptănată spre spate sau în jos, pe flancuri, ca la celelalte rase de Terrier, ci se recomandă să fie lăsată să crească natural și să se încrețească, pentru că astfel va fi mai ușor de întreținut. Cele mai frecvente boli și afecțiuni raportate la câinii acestei rase: luxațiile patelare, dereglările tiroidiene, glaucomul și epilepsia canină.

### Condiții de viață
Sunt perfect adaptați pentru traiul în mediul exterior, chiar și într-un climat mai umed și mai rece, așa cum întâlnim în Scoția. Fiind un câine de companie, este preferat mai ales în postura de animal de interior, comportându-se bine în spațiul căminului. Poate fi crescut într-un apartament, dar are nevoie de un program zilnic de mișcare. Poate să se manifeste destul de gălăgios fără o educație adecvată, pentru că are o voce puternică.

### Dresaj
Sunt câini inteligenți, care pot fi dresați cu ușurință. La începutul ședințelor de dresaj este nevoie de o delicatețe sporită, pentru că se pot dovedi sensibili la mustrări și chiar încăpățânați uneori (ca majoritatea câinilor de tip terrier). Trebuie obișnuiți cu mersul în lesă și modelați conform cerințelor dresajului de obediență, pentru că sunt, la origine, câini de vânătoare și au tendința de a pleca brusc să urmărească un miros (mai ales dacă simt că în zonă există vizuina vreunui animal).

### Utilitate
Sunt animale de companie apreciate în Marea Britanie și în Europa de Vest, dovedindu-se amuzanți, energici și plini de viață. Se integrează bine în familiile cu copii,  interacționând bine cu aceștia, indiferent de vârstă.